# Bohumil Siřínek

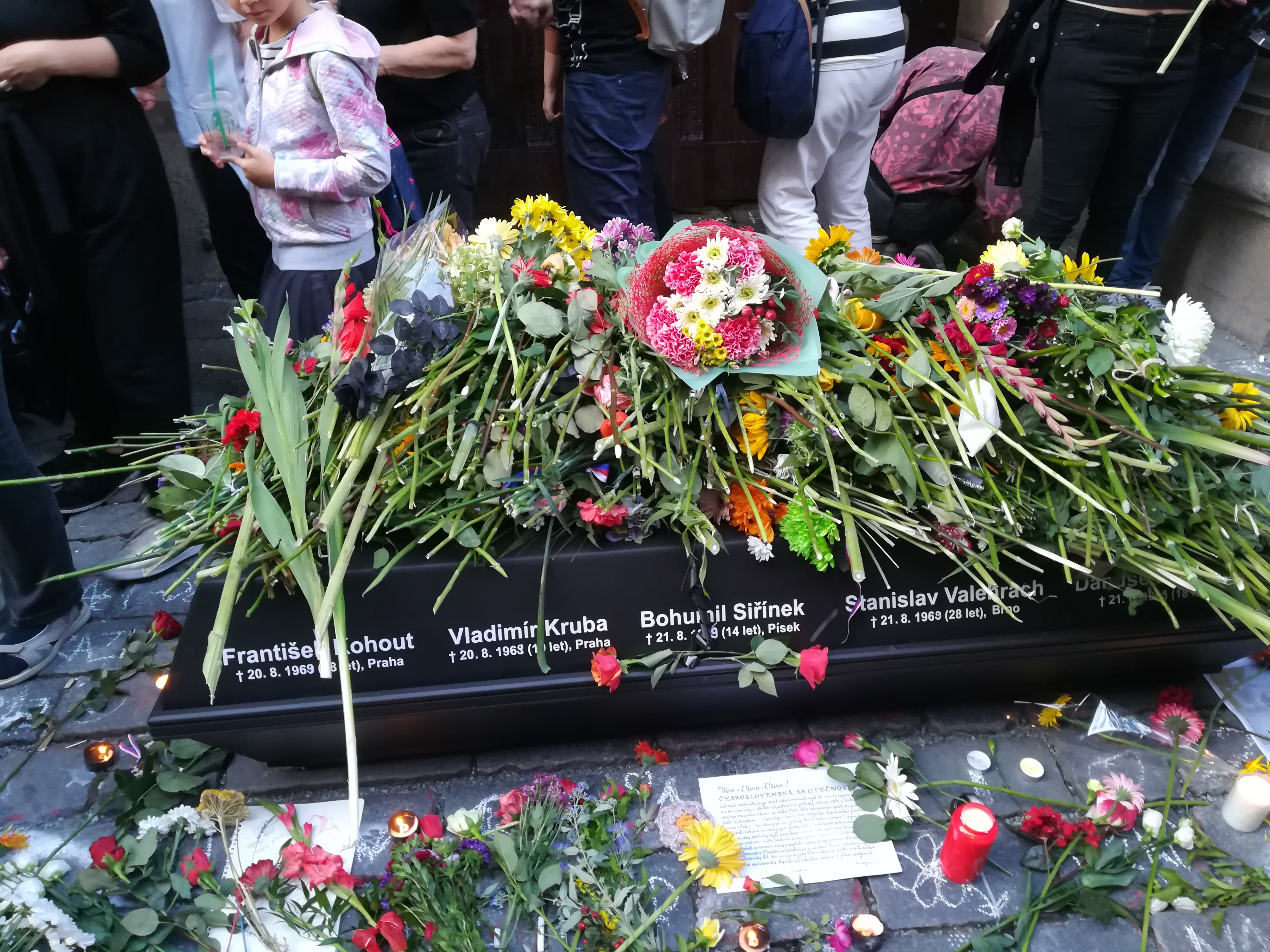
Symbolická rakev se jmény pěti obětí usmrcených pořádkovými silami 20. srpna 1969 a 21. srpna 1969 při potlačování demonstrací v Praze a Brně

Symbol Lidových milic (ilustrační foto)

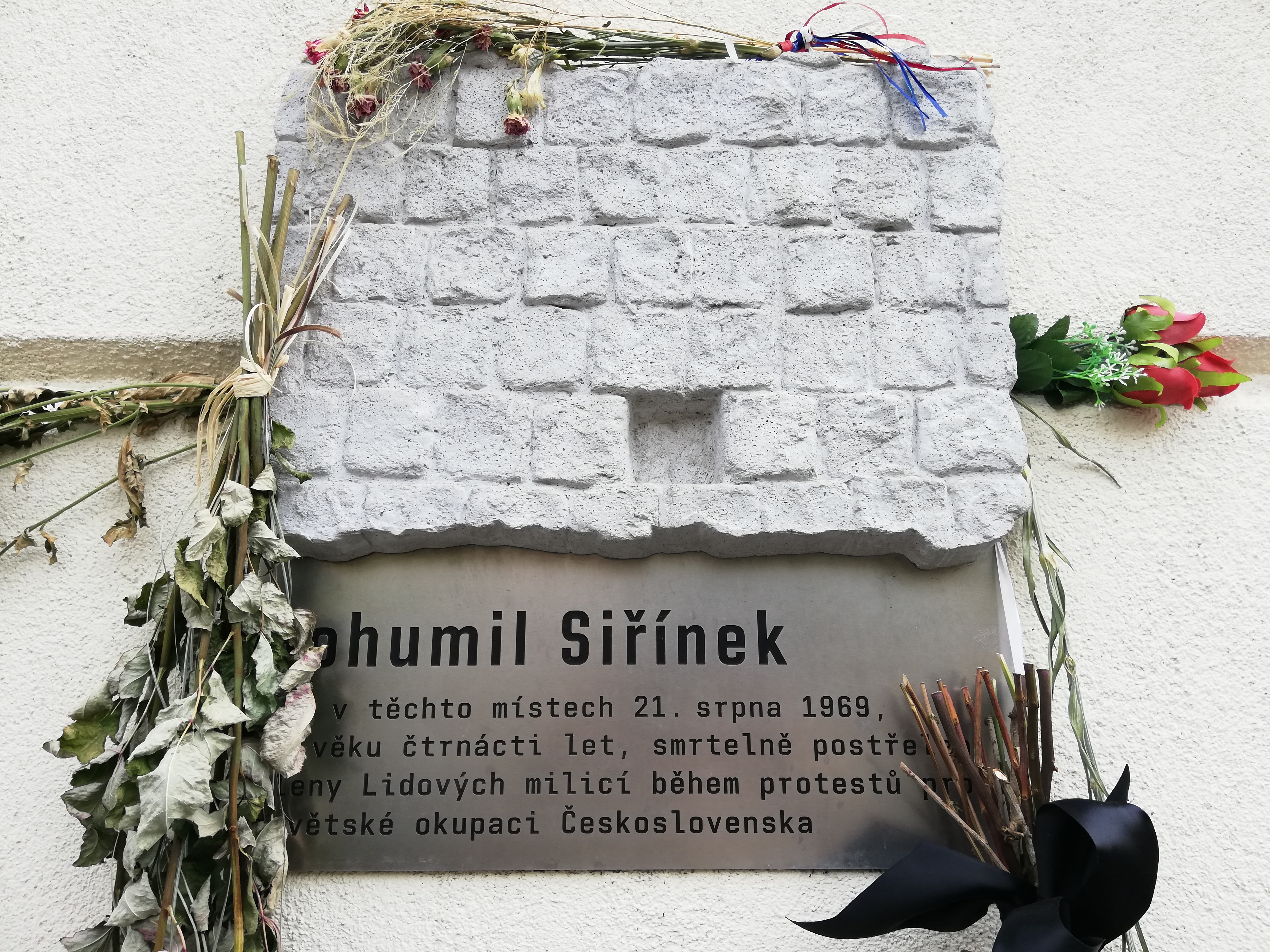
Pamětní deska věnovaná památce Bohumila Siřínka na zdi hotelu Beránek v Praze

Bohumil Siřínek (23. dubna 1955 – 24. srpna 1969, Praha) byl jednou ze tří pražských obětí při potlačování demonstrací (20. srpna 1969 a 21. srpna 1969) k 1. výročí obsazení ČSSR vojsky Varšavské smlouvy (resp. k 1. výročí sovětské okupace).

## Podrobněji
Bohumil Siřínek se narodil 23. dubna 1955. Chybně, i na pamětní desce v Praze, je uváděn jako Siřínek, takže k dohledání jsou obě podoby jména.  Dne 20. srpna 1969 se čtrnáctiletý Bohumil Siřínek spolu se svým osmnáctiletým kamarádem Stanislavem Vaňáčem vrátili vlakem z trampského putování po Moravě a Slovensku. Společně se svým kamarádem se dne 21. srpna 1969 přes Prahu vracel z výletu zpět domů do jižních Čech (do Mladotic u Písku). Po 21. hodině dne 21. srpna 1969 se Bohumil Siřínek nakrátko odloučil od svého staršího kamaráda a dostal se ke stánku s květinami a opékanými uzeninami na křižovatce Londýnské ulice.  Bylo to v oblasti okolo náměstí Míru, Tylova náměstí a Londýnské ulice, kde právě zasahovali příslušníci Lidových milic. Dávka ze samopalu vyšla náhle, bez jakéhokoli varování. Bohumil Siřínek byl jediný zasažený, skácel se k zemi s průstřelem břicha. Stanislav Vaňáč uslyšel asi tři výstřely, rozběhl se ke hloučku lidí, kde následně uviděl na zemi ležícího postřeleného kamaráda Bohumila Siřínka. Sanitní vůz byl u zraněného velice brzy a tento byl ihned přijat v nedaleké nemocnici již ve 21:15. Průstřel břicha zranil játra, dále byl prostřelen žaludek, střeva a levá ledvina. Bohumil Siřínek byl ihned po přijetí operován doktorem Šťálíkem z III. chirurgické kliniky FN Praha 2 v Londýnské ulici číslo 15. O tři dny později (24. srpna 1969) v ranních hodinách (05:45) v důsledku hnisavého zánětu pobřišnice zemřel Bohumil Siřínek na klinice v Londýnské ulici na Vinohradech.
Průběh postřelení Bohumila Siřínka popsala identickým způsobem (asi o 20 let později, když se „otevřelo“ vyšetřování), jako Stanislav Vaňáč i svědkyně Miroslava Válová, která se Siřínkem tou dobou u stánku s květinami a uzeninami stála:
V prostoru toho náměstí byly i Lidové milice. Bylo jich tam dost, stály přes ulici proti nám a mlčely. Měly u sebe samopaly. Za této situace vyšla dávka ze samopalu. Bylo to několik vypálených střel za sebou. Okamžitě, jak zazněla tato dávka, tak Bohouš Siřínek vedle mě padl na zem ...
Miroslava Válová, protokol z vyšetřování, 
Kromě příslušníků Lidových milic, podle Miroslavy Válové, v tu chvíli na místě nikdo jiný ozbrojený nebyl. Střílel nejspíše milicionář z národního podniku Okula Nýrsko na Šumavě, ale vyšetřování vedené po listopadu 1989 hledané jméno střelce neodhalilo.

## Pamětní deska
Na vnější zdi hotelu Beránek v Praze (na adrese: Praha 2, Bělehradská 478/110) se nachází pamětní deska s následujícím textem: „Bohumil Siřínek / byl v těchto místech 21. srpna 1969, / ve věku čtrnácti let, smrtelně postřelen / členy Lidových milicí během protestů proti / sovětské okupaci Československa“. Pamětní deska byla odhalena dne 21. srpna 2015. Iniciátorem projektu „Pomníky obětem bezpráví“ byl historik Lukáš Cvrček. Autorem pamětní desky je sochař Jakub Grec. Součástí pamětní desky je i betonový plastický reliéf dlažby, který chybějící kostkou symbolizuje zmařený lidský život.

## Ocenění
V roce 2009 mu byla in memoriam udělena Cena Václava Bendy. Medaili převzal jeho mladší bratr Roman Siřínek.